# Cantón de Oreamuno
Oreamuno es el cantón número 7 de la provincia de Cartago, Costa Rica. Su ciudad cabecera es San Rafael, unida a la conurbación de la ciudad de Cartago de la que apenas la separa un kilómetro de distancia, hacia el noreste. El cantón está situado a las faldas del volcán Irazú. 

## Toponimia
El nombre del cantón es en homenaje del expresidente de la República, Francisco María Oreamuno Bonilla (1844), que nació en ciudad de Cartago el 4 de octubre de 1801 y falleció en la misma ciudad el 23 de mayo de 1856.
Los dos hermanos fundadores de la familia costarricense con este apellido, lo escribían como "Oriamuno", el cual es de origen vasco y significa monte amarillo.

## Historia
En ley n.º 68 de 17 de agosto de 1914, se erigió el cantón de Oreamuno, como número siete de la provincia de Cartago con cuatro distritos. Se designó como cabecera la población de San Rafael.
Oreamuno fue segregado del cantón de Cartago, establecido este último, por ley n.º 36 de 7 de diciembre de 1848.

## Ubicación
Los límites del cantón son:
- Norte: Pococí
- Sur: Cartago y Paraíso
- Oeste: Vázquez de Coronado
- Este: Alvarado y Turrialba

## Geografía
Cantón de Oreamuno cuenta con un área de 202,9 km² y una altitud media de 2432 m s. n. m.
De forma alargada e irregular, la anchura máxima es de treinta y dos kilómetros, en dirección noroeste y sureste, desde la confluencia de los ríos Sucio y Hondura hasta el puente sobre el río Blanquillo, ruta 10, que une las ciudades de San Rafael y Paraíso.

## División administrativa
Oreamuno se compone de los siguientes distritos:
1. San Rafael
2. Cot
3. Potrero Cerrado
4. Cipreses
5. Santa Rosa

### Leyes y decretos de creación y modificaciones
- Ley 47 de 16 de julio de 1903 (límites del distrito San Rafael, segrega distritos Pacayas y Capellades).
- Ley 17 de 15 de noviembre de 1910 (límites del cantón de Vázquez de Coronado, colindante con distrito San Rafael).
- Ley 680 de 17 de agosto de 1914 (crea cantón).
- Decreto Ejecutivo 24 de 23 de diciembre de 1919 (límites).
- Acuerdo 1 de 4 de enero de 1938 (crea distritos Santa Rosa, segregado del distrito Cipreses).
- Ley 3248 de 6 de diciembre de 1963 (título de ciudad a la villa San Rafael).

## Demografía
Para el año 2022, Cantón de Oreamuno cuenta con una población estimada de 48 911 habitantes, y para el último censo efectuado, en 2011, Cantón de Oreamuno contaba con una población de 45 473 habitantes.
De acuerdo al censo nacional del 2011, la población del cantón era de 45 473 habitantes, de los cuales, el 1,4 % nació en el extranjero. El mismo censo destaca que había 11 232 viviendas ocupadas, de las cuales, el 76,7 % se encontraba en buen estado y había problemas de hacinamiento en el 4,0% de las viviendas. El 87,5% de sus habitantes vivían en áreas urbanas. 
Entre otros datos, el nivel de alfabetismo del cantón es del 97,7%, con una escolaridad promedio de 8,1 años.
El mismo censo detalla que la población económicamente activa se distribuye de la siguiente manera:
- Sector Primario: 20,1%
- Sector Secundario: 20,4%
- Sector Terciario: 59,5%

## Economía
Su actividad económica es básicamente agrícola, con la siembra y comercialización de hortalizas. tales como papas, cebollas, zanahorias, yucas y lechugas, entre otras.

### Turismo
Oreamuno ofrece diversas atracciones turísticas, entre las que se encuentran:
- Sanatorio Durán: antiguo hospital público para enfermos de tuberculosis, que data de inicios del siglo XX y tiene un gran valor histórico y arquitectónico.
- Volcán Irazú: área natural recreativa, que pertenece al parque nacional Volcán Irazú.